# Labroquère
Labroquère település Franciaországban, Haute-Garonne megyében. Lakosainak száma 323 fő (2022. január 1.). Labroquère Seilhan, Loures-Barousse, Tibiran-Jaunac, Barbazan, Cier-de-Rivière, Huos, Saint-Bertrand-de-Comminges és Valcabrère községekkel határos.

## Népesség
A település népességének változása:
| Lakosok száma | 288  | 218  | 271  | 294  | 325  | 333  | 323  | 319  | 322  | 323  |
|               | 1968 | 1982 | 1990 | 2006 | 2013 | 2015 | 2017 | 2019 | 2020 | 2022 |